# Bugatti Type 13

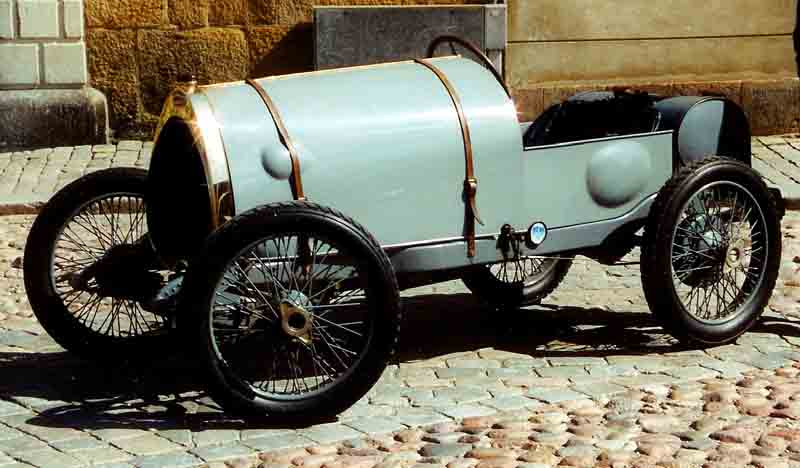
Гоночный автомобиль Bugatti Type 13, 1922 года выпуска.

Bugatti Type 13 — спортивный автомобиль, созданный Этторе Бугатти. Автомобиль был первым успешным проектом Этторе Бугатти и положил начало серийному производству. История автомобиля начинается в 1910 году после того, как компания построила собственный завод в Мольсеме.
Автомобиль являлся развитием Bugatti Type 10 — первого автомобиля Этторе Бугатти. Сразу после создания автомобиль стал участвовать в гонках. Но в этот момент началась Первая мировая война, что помешало планам компании. После войны Этторе Бугатти вновь вернулся к своему детищу и внёс ряд улучшений. В 1919 году автомобиль Type 13 получил улучшенный двигатель с четырьмя клапанами на каждом цилиндре, что сделало его одним из первых серийных автомобилей с таким типом двигателя.
После победы в гонках в Брешиа в 1921 году, Bugatti Type 13 стал называться "Brescia" и принёс компании мировую славу.

## 1910 — 1914 годы

### Type 10
Type 10 был построен Этторе Бугатти, когда он работал на фабрике двигателей Deutz в Кёльне.
На Type 10 установлен рядный четырёхцилиндровый двигатель собственной разработки Этторе Бугатти с верхним расположением распредвала в блоке цилиндров, который представлял одно целое с головкой и крепился к картеру коленчатого вала (двигатель типа "моноблок", стандартный для того времени). Для того времени это было редким решением. Двигатель был небольшим: диаметр цилиндра 62 мм, ход поршня 100 мм, рабочий объём 1208 куб. см и развивал 10 л.с. (в других источниках 12 л.с.). Этого было достаточно для лёгкого двухместного автомобиля, масса которого в разных источниках указана как 320 и 365 кг. Автомобиль имел открытый кузов без дверей с неразрезными мостами спереди и сзади.
По окончании контракта с Deutz Этторе направился в регион Эльзас, тогда ещё входивший в состав Германской империи, в поисках завода, чтобы начать производство собственных автомобилей. После Первой мировой войны Эльзас снова стал частью Франции, а вместе с ней и Bugatti.
Автомобиль был сохранён и получил прозвище «la baignoire» («ванна») персоналом завода в Mольсеме в более поздние годы из-за формы кузова, не имевшего дверей. Этторе восстановил его в 1939 году и перекрасил в оранжево-красный цвет, в связи с чем автомобиль получил новое прозвище «le Homard» («Омар»). Во время Второй мировой войны он был перевезён в Бордо и оставался там в течение десятилетий. Сегодня машина находится в Калифорнии в руках частного коллекционера.

### Type 13
Приступив к работе на своём новом заводе в Мольсеме, Бугатти усовершенствовал свой легкий заднеприводный автомобиль в гоночный Type 13. Улучшения включали в себя расточку цилиндров двигателя до 65 мм, чтобы получить в общей сложности объём 1,4 л (1368 куб. см.). Большим достижением стала конструкция Bugatti с четырёхклапанной головкой — одна из первых когда-либо задуманных машин такого типа. Мощность с двумя карбюраторами Zenith достигла 30 л. с. (22 кВт) при 4500 оборотах в минуту, что более чем достаточно для автомобиля весом 300 кг. По всему периметру были установлены листовые рессоры, колёсная база автомобиля была увеличена до 2 м.
Несмотря на "игрушечный" внешний вид, Bugatti Type 13 успешно участвовал в гонках. Уже в 1910 году его видели на гоночной трассе; он выглядел довольно неуместно по сравнению с громоздкими моделями автомашин-участников гонок. Недостаток мощности Type 13 компенсировался хорошей управляемостью, эффективными рулевым управлением и торможением. Эти важные элементы были сохранены во всех будущих конструкциях Bugatti. Максимальная скорость составляла 125 км/ч.
Новая компания произвела пять экземпляров в 1910 году и участвовала в Гран-при Франции в Ле-Мане в 1911 году. Крошечный Bugatti выглядел необычно на гоночной трассе, но уверенно занял второе место после семи часов гонок.
Первая мировая война привела к остановке производства автомашин в спорном регионе. На время войны Этторе взял с собой в Милан два готовых автомобиля Type 13, оставив в Эльзасе детали ещё для трёх машин, которые были закопаны возле завода. После войны Этторе Бугатти вернулся, раскопал детали и подготовил пять Type 13 для гонок.

### Bugatti Type 15
Type 15 был вариантом Type 13 с более длинной колёсной базой 2400 мм. Он имел шестигранный радиатор спереди и полуэллиптические рессоры сзади.

### Bugatti Type 17
Также производилась другая версия — Type 17 с колёсной базой 2550 мм. Он также имел шестигранный радиатор и задние рессоры, аналогичные с Type 15.

### Bugatti Type 22
В 1913 году конструкция Bugatti Type 15 была обновлена, и представлена как Type 22. Автомобиль имел увеличенный дорожный кузов, овальный радиатор и рессоры в четверть дуги окружности.

### Bugatti Type 23
Версия Type 17 с двумя клапанами на цилиндр и кузовом типа «лодка» была построена в 1913 году как Type 23. Он также имел радиатор овальной формы от Type 22.

## 1920-е годы

### Bugatti Type 13 Brescia
На гонках в Ле-Мане 1920 года Bugatti участвовала, выставив на трассу три свои автомашины Type 13. Однако Этторе Бугатти положил руку на крышку радиатора во время гонки, это привело к дисквалификации ведущей машины.
Модель Type 13 оказалась исключительно удачной. Автомобили Bugatti заняли первые четыре места на Гран-при Брешии в 1921 году, и количество заказов на автомашину хлынуло потоком. С учётом успеха в гонках, все последующие модели Bugatti с четырьмя клапанами носили название Brescia.
Это были единственные модели Bugatti, в которых карбюратор располагался с левой стороны двигателя, а выхлоп — с правой. Передние тормоза были добавлены в 1926 году.

### Bugatti Type 23 Brescia Tourer
Bugatti Type 23 Brescia, выпущенный в 1921 году также имел "лодочный" кузов. Bugatti решила воспользоваться успехом гоночной модели Type 13 "Brescia" и после окончания Первой мировой войны выпустила серийную версию автомобиля под названием Brescia Tourer. В нём использовался 16-клапанный двигатель Brescia, и с 1920 по 1926 год было построено 2000 экземпляров, что сделало его первым серийным автомобилем с четырьмя клапанами на цилиндр.

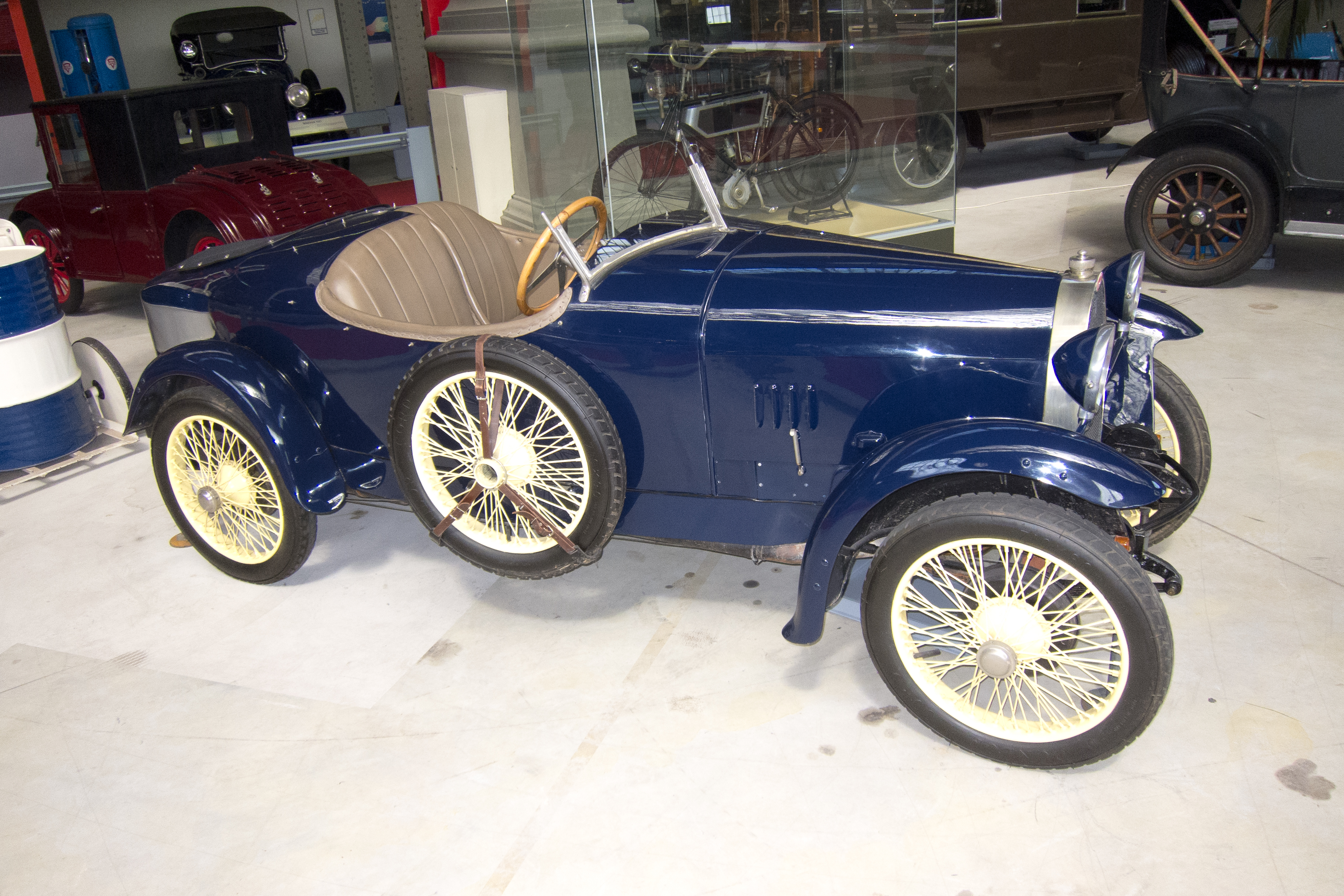
Bugatti Type 23 Brescia, с двухместным "лодочным" кузовом, 1921 года выпуска.